# بروس روبرتس
بروس روبرتس (30 مايو 1962 - ) (بالإنجليزية: Bruce Roberts)‏ هو لاعب كريكت جنوب أفريقي.